# Warsaw (Indiana)
Warsaw es una ciudad ubicada en el condado de Kosciusko en el estado estadounidense de Indiana. En el Censo de 2010 tenía una población de 13559 habitantes y una densidad poblacional de 405,39 personas por km².

## Geografía
Warsaw se encuentra ubicada en las coordenadas 41°14′33″N 85°50′51″O / 41.24250, -85.84750. Según la Oficina del Censo de los Estados Unidos, Warsaw tiene una superficie total de 33.45 km², de la cual 29.98 km² corresponden a tierra firme y (10.36%) 3.47 km² es agua.

## Demografía
Según el censo de 2010, había 13559 personas residiendo en Warsaw. La densidad de población era de 405,39 hab./km². De los 13559 habitantes, Warsaw estaba compuesto por el 89.47% blancos, el 1.57% eran afroamericanos, el 0.46% eran amerindios, el 2.17% eran asiáticos, el 0.03% eran isleños del Pacífico, el 4.31% eran de otras razas y el 1.98% pertenecían a dos o más razas. Del total de la población el 10.38% eran hispanos o latinos de cualquier raza.